# Guerlédan
Guerlédan község Franciaország Bretagne régiójában, Côtes-d’Armor megyében. Új községként 2017. január 1-jén jött létre két korábbi község: Mûr-de-Bretagne és Saint-Guen egyesítésével. Lakosainak száma 2528 fő (2022. január 1.).

## Népesség
| Lakosok száma | 2686 | 2608 | 2499 | 2552 | 2501 | 2444 | 2444 | 2439 | 2498 | 2528 |
|               | 1968 | 1975 | 1990 | 1999 | 2014 | 2017 | 2018 | 2019 | 2021 | 2022 |